# Droit constitutionnel (Égypte)
Le droit constitutionnel égyptien est la branche du droit égyptien qui concerne l'interprétation et l'application de la Constitution de l'Égypte.

## Interprétation de l'art. 2 concernant la charia comme source du droit
La Haute Cour constitutionnelle s'est prononcée à plusieurs reprises sur l'art. 2 de la Constitution de 1980, selon lequel « l'islam est la religion de l'État, l'arabe sa langue officielle et les principes de la sharia islamique la source principale de la législation ».
La première fois par un arrêt du 4 mai 1985, dans lequel elle s'appuya sur le principe de non-rétroactivité de l'amendement constitutionnel pour se déclarer incompétente dans le contrôle de conformité à la sharia des lois promulguées avant le 22 mai 1980. Ceci est d'autant plus étonnant que s'agissant des autres dispositions constitutionnelles, la Haute Cour n'a pas établi ce principe de non-rétroactivité l'empêchant de connaître des lois anciennes (antérieures à 1980 ou 1971, selon les dispositions constitutionnelles en question).
L'arrêt, qui concernait la légalité de ce qu'un requérant considérant comme forme d'usure (ribâ, interdite en droit musulman), affirme en outre que les principes de la sharia doivent être explicités par le législateur : ils ne peuvent être appliqués de façon immédiate par le juge, ce qui limite ainsi leur portée.
En conformité avec cet arrêt, la Haute Cour s'est déclarée incompétente au sujet de dispositions contestées du « Code civil (entre autres, celles relatives aux intérêts moratoires), du Code testamentaire, du Code pénal (à propos notamment des relations sexuelles de la femme célibataire ou de la femme mariée), du Code de procédure pénale (sur la répression de la prostitution), de la loi n° 63 de 1976 sur la vente d'alcool, du décret-loi n° 178 de 1952 sur la réforme agraire ou du décret-loi 100/1964 sur l'exercice du droit de préemption. » 
En 1993, elle examina la conformité à l'art. 2 de la Constitution de la loi no 100 de 1985 amendant le décret-loi no 25 de 1929 sur le statut personnel. Saisie sur une affaire de divorce, elle distingua alors les principes absolus, pour lesquels l’ijtihâd n'est pas permis, des règles relatives de la sharia, qui « changent en fonction du temps et du lieu » et sont donc sujettes à interprétation. Cette distinction centrale a été reprise à de nombreuses reprises; dans chacun de ses arrêts, la disposition litigieuse a été considérée comme faisant partie des règles relatives, sujettes à interprétation (ijtihâd), et non d'un principe absolu .
Elle a ainsi considérée qu'une femme dont le mari épouse une deuxième femme, conformément aux principes de la polygamie, peut à bon droit divorcer de celui-ci  ; elle a statué sur la « constitutionnalité de l'arrêté 113/1994 (complété par l'arrêté 208/1994) du ministre de l'Éducation interdisant l'accès à l'école aux élèves portant le voile complet (niqâb) et soumettant le port d’un voile partiel (hijâb) à la demande écrite du tuteur légal (walî al-amr) de l'élève », considérant, dans son arrêt du 18 mai 1996, « qu’il n'existait pas de texte absolu dans son origine et sa signification réglementant en détail les vêtements que la femme doit porter et les parties de son corps qu'elle doit obligatoirement voiler. »
Les rares fois où la Haute Cour a considéré qu'une disposition violait la sharia, par exemple concernant le droit de propriété, elle a déclaré que cette violation venait en sus d'une violation d'une autre disposition constitutionnelle. En s'appuyant sur le droit international, diverses dispositions de la Constitution et la sharia, elle a ainsi déclaré inconstitutionnelle un décret-loi d'application de la loi sur le Conseil d'État interdisant à un conseiller d'État d'épouser une étrangère, affirmant entre autres que la sharia protégeait la vie privée et encourageait le mariage. Elle s'est aussi appuyée sur la sharia et d'autres dispositions constitutionnelles pour renforcer le principe de la présomption d'innocence.

## Liberté de religion et apostasie
La liberté de religion est reconnue depuis la Constitution de 1923. Néanmoins, l'interprétation positive de ce principe conduit à limiter celle-ci aux libertés du Livre (judaïsme, christianisme et islam). La Haute Cour constitutionnelle distingue, en se fondant sur l'art. 46 de la Constitution, la liberté de croyance, illimitée, de la liberté de la pratique religieuse, laquelle peut être limitée, notamment au nom de la sauvegarde de l'ordre public (al nizâm al-âmm) et des bonnes mœurs. C'est ainsi qu'elle a déclaré constitutionnelle la limitation du port du voile islamique, et notamment l'interdiction dans des établissements scolaires du niqab.
Par ailleurs, bien que l'Égypte soit signataire du Pacte international relatif aux droits civils et politiques qui admet formellement le droit de changer de religion sans conséquences négatives, et que l'apostasie ne soit pas explicitement condamnée par la loi, les juges considèrent que la liberté de religion n'inclut pas celle de renier l'islam (voir l'affaire Abû Zayd).
L'article 98f du Code pénal réprime « tout acte de dégradation ou de mépris à l'égard d'un lieu ou d'une secte religieuse dans l'intention de porter préjudice à l'unité nationale ou à la paix sociale ». Il a été occasionnellement utilisé pour condamner la conversion de musulmans à une autre religion ou pour avoir tenu des propos relevant de l'athéisme.
À la suite de l'affaire Nawal El Saadawi, la loi no 3 du 29 janvier 1996 réserve au Procureur de la République le droit d'engager la procédure de poursuites pour crime contre Dieu ou pour crime contre le peuple, à l'inverse de la hisba qui traditionnellement laissait ce droit à tout un chacun.